# Elaphoglossum haynaldii
Elaphoglossum haynaldii är en träjonväxtart som först beskrevs av Sod., och fick sitt nu gällande namn av Losch. Elaphoglossum haynaldii ingår i släktet Elaphoglossum och familjen Dryopteridaceae. Inga underarter finns listade.